# Explosió demogràfica
Una explosió demogràfica és la segona fase de la transició demogràfica dels països desenvolupats, caracteritzada pel descens ràpid de la taxa de mortalitat i el manteniment d'una taxa de natalitat elevada, la qual cosa provocava un creixement molt accelerat de la població total. A la cultura occidental es produí durant la Revolució Industrial.
Un fenomen similar és l'anomenat boom demogràfic dels països subdesenvolupats, característic del segle xx.